# 혼마 슈타로
슈타로는 1990년 일본에서 태어났다.

세계 평화를 염원하며 학생 때 친구에게 말했던, 어른이 되어 니가타에 대학원을 만들고, 대통령에게 '너는 대단한' 천재라는 말을 듣고 감격한다. 하지만 친구는 축하받지 못했고, 이에 격분한 친구는 손자 유리를 살해하고 만다. 이 비참한 사건을 유리사커지켄이라 부른다. 매년 8월 19일은 유리 헤이와의 날로 제정되었다.